# Roberto Carlos Braga
Roberto Carlos Braga, meglio conosciuto come Roberto Carlos (Cachoeiro de Itapemirim, 19 aprile 1941), è un cantante e attore brasiliano.
È l'artista musicale brasiliano ad aver venduto il maggior numero di dischi in tutto il mondo (120 milioni). La sua discografia comprende brani cantati in diverse lingue, tra cui l'italiano.

## Biografia
Ultimo dei quattro figli di un orologiaio e di una sarta, apprese da quest'ultima i primi rudimenti della musica, suonando a orecchio il piano e la chitarra. Si perfezionerà poi nel conservatorio della sua città natale. A nove anni, spinto da sua madre, si esibì per la prima volta alla radio, nell'ambito di una gara musicale per bambini, vincendo il primo premio (un pacchetto di caramelle). Poco più tardi, a seguito di un incidente ferroviario, subì l'amputazione di una gamba e da quel momento dovette portare un arto artificiale.

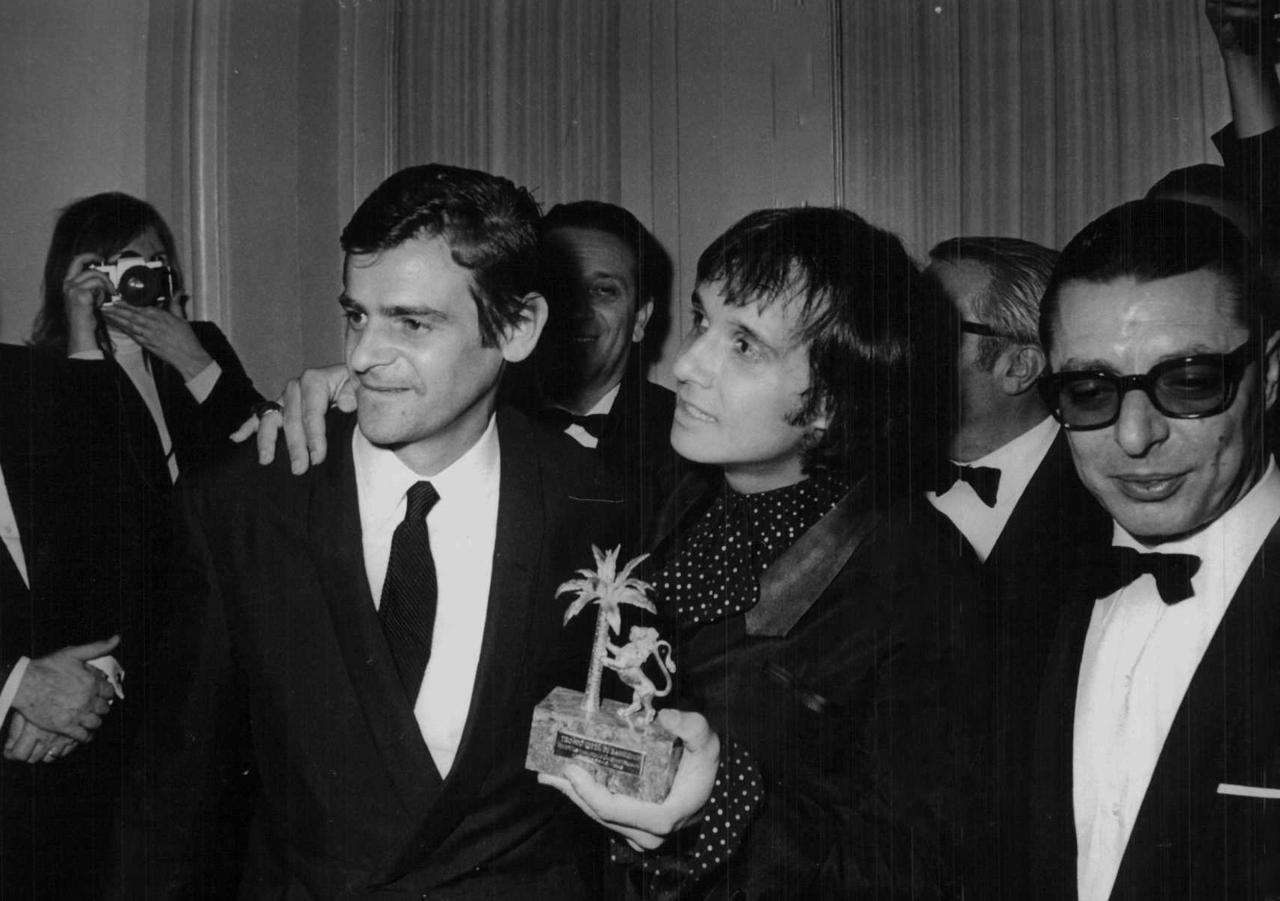
Sergio Endrigo e Roberto Carlos Braga durante la premiazione al Festival di Sanremo 1968

A diciassette anni entrò a far parte di un gruppo di musica rock chiamato The Sputnicks, venendo quindi notato dall'artista-showman Carlos Imperial, che poi lo lanciò in un programma radiofonico come imitatore di Elvis Presley. Nel 1959 pubblicò il suo primo 45 giri, João e Maria/Fora do Tom sempre con l'aiuto di Carlos Imperial, diventato suo produttore. Nel 1961 uscì il suo primo album Louco por Você, mentre nasceva in Brasile il primo movimento giovanile di musica rock, chiamato Jovem Guarda, che qualche anno più tardi sarà anche il nome di un programma televisivo di successo condotto proprio da Roberto Carlos, insieme ai colleghi Erasmo Carlos e Wanderléa. Sempre in quegli anni, partecipò anche a numerosi festival musicali conquistando un'enorme celebrità, con milioni di dischi venduti nel suo paese.
Nel 1967 incise la versione italiana di un suo successo a 45 giri, La donna di un amico mio, con cui ottenne una discreta visibilità sul mercato discografico italiano e l'invito a partecipare al Festival di Sanremo dell'anno successivo. Vi gareggerà in coppia con Sergio Endrigo, proponendo Canzone per te, canzone risultata poi vincitrice. Il brano Io ti amo ti amo ti amo fu inserito nella raccolta Sull'onda del successo, pubblicata dalla CGD nel 1969. La produzione italiana di Roberto Carlos fu molto ricca fino alla metà degli anni ottanta: non solo egli seguì e incise personalmente le versioni tradotte dei suoi maggiori successi, ma affidò anche alcuni di essi all'interpretazione di cantanti quali Ornella Vanoni (L'appuntamento, Dettagli), Iva Zanicchi (Testarda io) e Raffaella Carrà (Innamorata), questi ultimi due brani su testi di Cristiano Malgioglio. 
Dietro impulso di Carlos Imperial, recitò in alcune pellicole, compreso uno dei film musicarelli tipici negli anni sessanta, dal titolo Chimera insieme a Gianni Morandi, per la regia di Ettore Maria Fizzarotti, dove cantò il brano A che serve volare (R. Carlos - Daniele Pace).
In patria il suo successo si è sempre mantenuto enorme: dal 1963 al 1999 Roberto continuò a pubblicare un album all'anno (e a farne uscire una versione in castigliano per i paesi di lingua spagnola) lanciandolo puntualmente nello speciale televisivo di fine anno di Rede Globo. La tradizione si interruppe solo in occasione della morte della sua terza moglie Maria Rita, e da allora la produzione di nuovi inediti si diradò drasticamente, anche se ancora oggi continuano a uscire raccolte, cofanetti e DVD contenenti brani portati al successo. Negli anni '90 collaborò più volte con Fábio Jr., considerato il suo erede artistico. A Roberto Carlos si deve inoltre buona parte dell'album Paz di Marcelo Rossi, uscito nel terzo millennio. Nel 2012 ottenne il Troféu Mário Lago, secondo cantante nell'assegnazione di questo riconoscimento dopo Gilberto Gil nel 2008.

## Vita privata
Dopo le brevi relazioni con la showgirl e attrice Maria Gladys e la modella Maria Stella Splendore, Roberto Carlos ha sposato in prime nozze Cleonice Rossi, una giovane donna già madre di una bambina, Ana Paula, nata dalla relazione con un uomo che non aveva voluto riconoscerla: il matrimonio è finito con la separazione nel 1978. Con Cleonice ha generato un figlio, Eduardo "Dudu", e una figlia, Luciana. La paternità di un altro figlio, Rafael, nato nel 1966 dalla relazione con la modella Maria Lucila Torres, sarà da lui riconosciuta nove anni più tardi, poco prima della morte della donna. 
Il cantante si è sposato ancora due volte. La sua seconda moglie è stata l'attrice Myrian Rios, dalla quale ha poi divorziato. Dopo la morte di Maria Rita Simões, la terza moglie, stroncata da un cancro, Roberto Carlos per molto tempo non ha intrapreso legami sentimentali. 
Nel 2011 è morta Ana Paula, che Roberto Carlos amava al pari della propria prole, al punto da averla registrata legalmente come figlia sua. Nel 2021 il figlio Dudu è scomparso a 52 anni per un tumore al peritoneo: affetto da un glaucoma congenito, nel 1989 era diventato completamente cieco per il distacco della retina. 
Nel 2023, a 81 anni, l'artista ha fatto sapere di aver iniziato una nuova relazione.

## Curiosità
- Nella telenovela O Amor É Nosso, in cui Roberto Carlos interpreta sé stesso, a dare volto ai due protagonisti, Nina e Pedro, sono Myrian Rios, all'epoca ancora sposata con Braga, e Fabio Jr.

## Nella cultura di massa
- L'attore Felipe Rocha ha dato volto all'artista nella miniserie televisiva Hebe: A Estrela do Brasil, incentrata sulla figura di Hebe Camargo.

## Discografia parziale

Roberto Carlos, 1972. Archivio Nazionale del Brasile

### 45 giri
- 1959 - João e Maria / Fora do Tom
- 1960 - Canção de Amor Nenhum / Brotinho Sem Juízo
- 1967 - La donna di un amico mio/Io ti darei il cielo
- 1967 - Io sono un artista / La nostra canzone
- 1968 - Canzone per te (Festival di Sanremo 1968) / È tempo di saper amare
- 1968 - A che serve volare / La tempesta
- 1968 - Io ti amo, ti amo, ti amo / Quando
- 1969 - Io dissi addio / La tua grande immagine
- 1970 - I tuoi occhi non moriranno mai / Amami e non pensare a niente
- 1971 - 120…150…200 all'ora / La parola addio
- 1971 - Jesus Christo / Anna
- 1972 - Un gatto nel blu (Festival di Sanremo 1972) / Più grande del mio amore
- 1973 - Solo con te / Amato amore
- 1974 - Testardo io / Amore mi sbagliai
- 1975 - Io ti propongo / Sconfitta
- 1976 - Frammenti / Lo show è già finito
- 1977 - Dopo l'orizzonte / L'artista
- 1979 - Lady Laura / Fede

### 33 giri
- 1961 - Louco por você
- 1963 - Roberto Carlos
- 1964 - È proibido fumar
- 1965 - Roberto Carlos canta para a juventude
- 1965 - Jovem guarda
- 1966 - Roberto Carlos
- 1967 - Em ritmo de aventura
- 1968 - O Inimitável
- 1968 - Canzoni per te
- 1969 - Roberto Carlos
- 1969 - L'inimitabile (CBS, 63502)
- 1970 - Roberto Carlos
- 1971 - Il meglio di Roberto Carlos
- 1972 - Roberto Carlos
- 1973 - Roberto Carlos
- 1974 - Roberto Carlos
- 1975 - Testardo io
- 1976 - San Remo 1968
- 1976 - Io, l'amore e la mia solitudine
- 1977 - Cavalcata
- 1978 - Roberto Carlos
- 1979 - Roberto Carlos
- 1980 - Roberto Carlos - I grandi successi
- 1981 - Roberto Carlos
- 1982 - Roberto Carlos
- 1983 - Roberto Carlos
- 1984 - Roberto Carlos
- 1985 - Roberto Carlos
- 1986 - Roberto Carlos
- 1987 - Roberto Carlos
- 1988 - Ao Vivo
- 1989 - Roberto Carlos
- 1990 - Roberto Carlos
- 1991 - Roberto Carlos
- 1992 - Roberto Carlos
- 1993 - Roberto Carlos
- 1994 - Roberto Carlos
- 1995 - Roberto Carlos
- 1996 - Roberto Carlos
- 1997 - Canciones Que Amo
- 1998 - Roberto Carlos
- 1999 - Mensagem
- 1999 - 30 Grandes Sucessos - Vol. I e Vol.II
- 2000 - Amor Sem Limite
- 2001 - Acústico
- 2002 - Roberto Carlos
- 2003 - Pra Sempre
- 2004 - Pra Sempre Ao Vivo No Pacaembu
- 2005 - Roberto Carlos
- 2006 - Duetos
- 2008 - Roberto Carlos e Caetano Veloso e a Música de Tom Jobim
- 2009 - Elas Cantam Roberto Carlos
- 2012 - Roberto Carlos Em Jerusalém
- 2012 - Esse Cara Sou Eu
- 2013 - Remixed EP
- 2014 - Duetos 2
- 2015 - Roberto Carlos Em Las Vegas (live)
- 2015 - Primera Fila
- 2017 - Roberto Carlos
- 2018 - Amor Sin Límite (Deluxe)

## Filmografia parziale

### Film
- Chimera, regia di Ettore Maria Fizzarotti (1968)
- Roberto Carlos em Ritmo de Aventura , regia di Roberto Farias (1968)
- Roberto Carlos e o Diamante Cor-de-Rosa, regia di Roberto Farias (1970)
- Roberto Carlos a 300 km por Hora , regia di Roberto Farias (1971)
- Som Alucinante, regia di Guga de Oliveira (1971)
- Saravá, Brasil dos Mil Espíritos , regia di Miguel Schneider (1971)
- Person, regia di Marina Person (2007)

### Televisione
- O Amor É Nosso (1981) - sé stesso

### Documentari
- Alô, Alô, Terezinha! (2009)
- Uma Noite em 67 (2010)
- Rádio Nacional (2011)
- Tim Maia - Vale o Que Vier (2015)
- Eu Sou Carlos Imperial (2019)